# 普法芬-施瓦本海姆
普法芬-施瓦本海姆是德国莱茵兰-普法尔茨州的一个市镇。总面积5.18平方公里，总人口1279人，其中男性655人，女性624人（2011年12月31日），人口密度247人/平方公里。